# عضلة قصية ترقوية حلمية

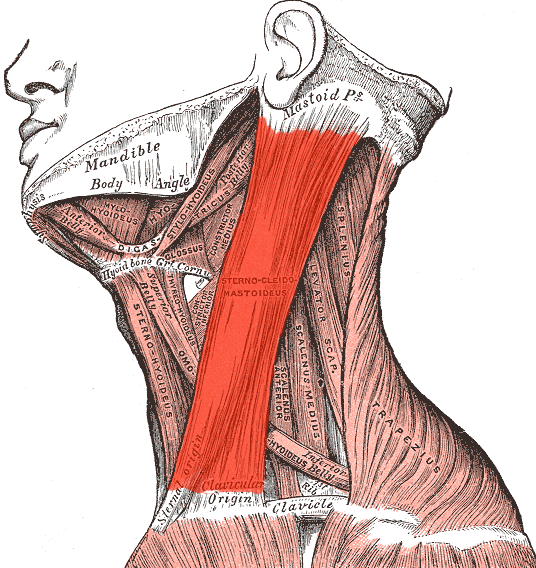

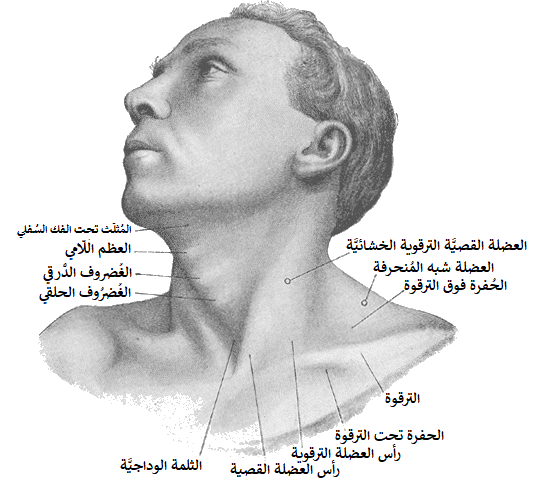

العضلة القصية الترقوية الحلمية أو العضلة القصية الترقوية الخشائية (بالإنجليزية: Sternocleidomastoid muscle)‏ تسمى اختصاراً عند الأطباء وطلاب الطب في سوريا بـ العضلة القترائية، هي عضلة مزدوجة (paired) قوية موجودة في الطبقات السطحية في جهتي العنق. العملان الأساسيان لها هما: دوران الرأس للجهة المقابلة وعطف (بالإنجليزية: flexion)‏ الرقبة. تتعصب العضلة القترائية بالعصب القحفي الحادي عشر (العصب الإضافي).
إضافة إلى المقدمة تنشأ من قبضة القص ومن الترقوة وترتكز إلى الناتئ الخشائي، ولذا سميت العضلة القصية الترقوية الخشائية.

## سبب التسمية
سميت هذه العضلة بحسب مكان منشأها وارتكازها، فمنشأها بشكل عام من عظم القص والترقوة، ومرتكزها: الناتئ الخشائي.

## البنية
تنشأ العضلة القصية الترقوية الخشائية من موقعين: قبضة القص والترقوة. تسر بشكل مائل وتعبر جانب العنق وترتكز على الناتئ الخشائي. العضلة القصية الترقوية الخشائية سميكة وضيقة في مركزها، وتصبح أكثر اتساعًا وأرق في نهايتيها.
الرأس القصي ليفي مستدير، وَتَري في الأمام، لحمي في الخلف، ينشأ من الجزء العلوي لمقدمة قبضة القص. يسير علويًا ووحشيًا وخلفيًا.
الرأس الترقوي مكون من ألياف لحمية وسفاقية، ينشأ من السطح الأمامي العلوي للثلث الأنسي من الترقوة؛ يتجه نحو الأعلى بشكل عمودي تقريبًا.
ينفصل الرأسان عن بعضهما في المنشأ بفاصل مثلي الشكل (الحفرة فوق الترقوة) ويندمجان تدريجيًا، تحت منتصف العنق، ويشكلان عضلة مستديرة ثخينة ترتكز بوتر قوي إلى السطح الوحشي للناتئ الخشائي، من ذروته إلى حده العلوي، وبسفاق رقيق إلى النصف الوحشي للخط القفوي العلوي على العظم القذالي.

## التعصيب
يصل الإمداد العصبي للعضلة القصية الترقوية الخشائية عبر العصب اللاحق في الجهة ذاتها. يغذي العصب اللاحق الألياف الحركية فقط. تمد الضفيرة الرقبية العضلة القصية الترقوية الخشائية بالتعصيب الحسي، بما فيه الحس العميق، عبر الشعب الأساسية البطنية للعصبين ر2-ر3.

## الاختلافات
يختلف المنشأ الترقوي للعضلة القصية الترقوية الخشائية كثيرًا: يكون الرأس الترقوي عند بعض الأفراد ضيقًا كالرأس القصي؛ يصل عرضه البعض إلى 7.5 ميليمترًا (0.30 إنش).
حين يكون المنشأ الترقوي متسعًا، يكون أحيانًا منقسمًا إلى عدة وريقات، تفصلها مسافات ضيقة. وفي أحيان أكثر ندرة، تكون الحواف المتقاربة للعضلة القصية الترقوية الخشائية والعضلة شبه المنحرقة على تماس. نتيجة لذلك، لا يوجد المثلث الخلفي.
تنشأ العضلة فوق الترقوية من قبضة القص خلف منشأ القصية الترقوية الخشائية وتمر خلفها نحو السطح العلوي للترقوة.

## الوظيفة
وظيفة القصية الترقوية الخشائية تدوير الرأس نحو الجهة المقابلة أو بشكل مائل. تعطف العضلة العنق أيضًا. عندما تعمل العضلتان في الجهتين معًا، فإنهما تعطفان العنق وتبسطان الرأس. عندما تعمل القصية الترقوية الخشائية في جانب واحد، تسبب دوران الرأس نحو الجهة المقابلة وعطفه وحشيًا نحو جهتها.
تعمل العضلة القصية الترقوية الخشائية بصفة عضلة مساعدة في عملية التنفس، إلى جانب العضلات الأخمعية في العنق.

### التقلص
تبدأ عملية التنبيه التي تُسبب تقلص العضلة القصية الترقوية الخشائية في العصب القحفي الحادي عشر (العصب اللاحق). تقع نواة العصب اللاحق في القرن الأمامي للحبل الشوكي بين ر1-ر3، وتحدد ألياف العصبون المحرك السفلي منشأها. تسير الألياف الصادرة من العصب اللاحق نحو الأعلى وتدخل القحف عبر الثقبة الكبرى.
بعد أن تصل الإشارة إلى نواة العصب اللاحق في القرن الأمامي للحبل الشوكي، تُنقل إلى الصفيحة الانتهائية المحرِكة في الألياف العضلية المرتكزة على الترقوة. يُطلَق الأستيل كولين من الحويصلات ويُرسل عبر الشق المشبكي إلى المستقبلات الموجودة على الحويصل بعد المشبك. يرفع الأستيل كولين قيمة كمون الراحة (جهد الراحة) فوق -55 ميلي فولط، فيبدأ بذلك كمون العمل أو جهد الفعل) الذي ينتقل عبر الألياف العضلية.
توجد على طول الليف العضلي فتحات النُبيبات المستعرضة التي تسهل انتشار كمون العمل عبر الليف العضلي. يلتقي النبيب المستعرض بالشبكة الإندوبلامية العضلية في مواقع عبر الليف العضلي، في هذه المواقع، تطلق الشبكة الإندوبلازمية العضلية شوارد الكالسيوم التي تؤدي إلى حركة التروبونين والتروبوميوزين على اللييفات الدقيقة. حركة التروبونين والتروبوميزين أساسية لتمكين رأس الميوزين من الحركة على طول اللييف الدقيق، ما ينتج عنه تقلص العضلة القصية الترقوية الخشائية.

## الأهمية السريرية
فحص العضلة القصية الترقوية الخشائية جزء من فحص الأعصاب الرقبية. يمكن جس العضلة القصية الترقوية الخشائية على جانبي العنق عندما يحرك الشخص رأسه إلى الجهة المقابلة.
المثلث الذي يتشكل بين الترقوة والقص والرأس الترقوي للعضلة القصية الترقوية الخشائية مفيد بوصفه علامة في التعرف على الموقع الصحيح لوضع القثطرة الوريدية المركزية.